# Simplicissimus
Simplicissimus (łac. Prostaczek) – niemiecki tygodnik satyryczny ukazujący się w Monachium od 4 kwietnia 1896 do 13 września 1944. Symbolem czasopisma był czerwony buldog na czarnym tle, zaprojektowany przez Thomasa Theodora Heinego.

## Historia

### Pierwsze lata (1896–1909)

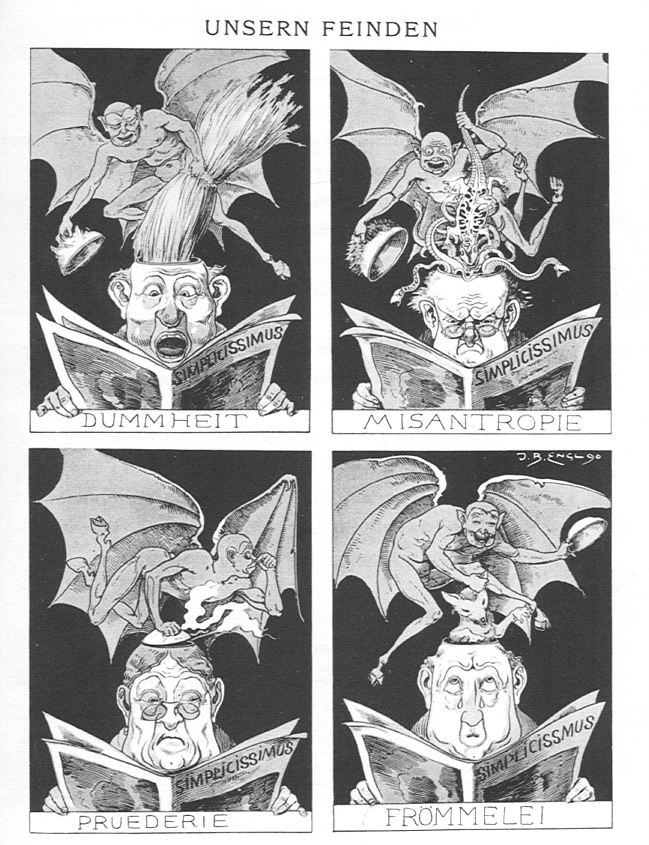
„Naszym wrogom – GŁUPOCIE, MIZANTROPII, PRUDERII, BIGOTERII” – karykatura Josefa Benedikta Engla w nr 6 „Simplicissimusa” z 9 maja 1896

Tygodnik został założony przez Alberta Langena i Thomasa Theodora Heinego i miał być pierwotnie poświęcony przeglądowi sztuki i literatury, wzorem francuskiego Gil Blas Illustré. Szybko porzucono ten zamiar. Z wysokiego nakładu pierwszego numeru udało się sprzedać zaledwie 1000 egzemplarzy. Mimo szybko rosnącej sprzedaży długo trzeba było czekać na opłacalność przedsięwzięcia.
Do współpracowników Simplicissimusa należeli m.in. Hermann Hesse, Thomas Mann, Gustav Meyrink, Georg Queri, Fanny zu Reventlow, Ludwig Thoma, Jakob Wassermann, Frank Wedekind, Arthur Holitscher, Karl Arnold, Franziska Bilek, Walter Essenther, George Grosz, Olaf Gulbransson, Heinrich Kley, Alfred Kubin, Rudolf Kriesch, Otto Nückel, Bruno Paul, Ferdinand von Rezniček, Erich Schilling, Wilhelm Schulz, Edgar Steiger, Eduard Thöny, Robert Walser, Rudolf Wilke, Heinrich Zille, Hugo von Hofmannsthal i Heinrich Mann. Także Erich Kästner opublikował między sierpniem 1927 i styczniem 1933 27 tekstów – najczęściej wierszy, które później ukazywały się w wydaniach książkowych.
Satyra była wymierzona w moralność mieszczańską, politykę wilhelmińską, w to, co mieści się w pojęciu establishmentu.
W Austro-Węgrzech czasopismo było objęte zakazem sprzedaży, Heine i Wedekind byli skazywani na więzienie za obrazę majestatu. Często całe nakłady ulegały konfiskacie.
Wydawca Langen został skazany na 30 tysięcy marek grzywny. Przeżył pięć lat w Szwajcarii, by uniknąć więzienia. Wkrótce jednak okazało się, że procesy wytaczane przez cenzurę wpływają na wzrost sprzedaży. Sprzedaż wzrosła w roku 1904 do 85.000 egzemplarzy jednego numeru.
W roku 1906 współpracownicy Simplicissimusa wyłączyli tygodnik z wydawnictwa Alberta Langena i utworzyli spółkę z ograniczoną odpowiedzialnością (Simplicissimus-Verlag G.m.b.H. München).

### Burzliwe lata (1909–1933)
Czasopismo poniosło straty – zmarli lubiani współpracownicy. Ale rozwijało się pomyślnie, objętość wzrosła 1909–1914 z 8 do 16 stron.
Podczas I wojny światowej tygodnik uczestniczył w propagandzie wojennej, atakując przeciwników Niemiec. Ten odwrót od dotychczasowej tradycji zaszokował lewicowych intelektualistów. Do publikacji trafiło niewiele tekstów o życiu w warunkach wojennych.
W okresie Republiki Weimarskiej tygodnik powoli wracał do dawnej świetności. Jeszcze ukazywały się ataki na zwycięskich Aliantów, ale już wracała zjadliwa satyra na strasznych mieszczan.
Po przejęciu kierownictwa redakcji przez Hermanna Sinsheimera 1924 udało się uzyskać współpracę demokratycznych autorów, jak Käthe Kollwitz, Joachim Ringelnatz i Kurt Tucholsky.
Po przekazaniu kierownictwa przez Hermanna Sinsheimera w ręce Franza Schoenbernera 1929 rozpoczął się okres ponownego rozkwitu, trwający do lutego 1933. Wkrótce doszło do ostrego konfliktu z narodowymi socjalistami.

### Pod władzą NSDAP (1933–1944)
W lutem 1933 redakcja uległa spustoszeniu przez SA. Po dojściu Hitlera do władzy redakcja została zglajchszaltowana. Zabroniono wszelkiej krytyki władz. Tomasza Teodora Heinego usunięto ze względu na żydowskie pochodzenie; w maju 1933 wyemigrował do Pragi. Niektórzy współpracownicy dostosowali się do nowych wymagań. Najostrzej skrytykował nowego „Simplicissimusa” Klaus Mann.
Roczniki z czasów III Rzeszy są świadectwem życia codziennego tych czasów. Dawną satyrę zastąpiła grzeczna rozrywka. Z tygodnikiem współpracowali neutralni twórcy: rysownik Alfred Kubin i młody pisarz Wolfgang Borchert.
13 września 1944 ukazał się ostatni numer z całostronicowym rysunkiem Otto Nückela, zatytułowanym „Bitwa upiorów”, przedstawiającym ruinę ze szkieletami wojowników. Był to ostatni przejaw opozycyjnego ducha, który mimo „wojny totalnej” zdołał prześlizgnąć się przez cenzurę.

### Simplicus – na emigracji (1934–1935)
Na emigracji w Pradze próbowano wydawać wolne czasopismo, które ukazywało się od 25 stycznia 1934 do 13 września 1934 pod tytułem „Simplicus”, a do 4 lipca 1935 pod tytułem „Simpl”. Równolegle ukazywały się wersje niemiecka i czeska. Do współpracowników należeli niemieccy emigranci Heinrich Mann, Walter Mehring, Erika Mann, Stefan Heym i Theodor Plivier, a także czescy autorzy František Bidlo, Josef Čapek i Adolf Hoffmeister. Nakład wynosił 10.000 –20.000 egzemplarzy. Ze względu na naciski prawicy coraz częściej dochodziło do konfiskaty nakładu, a w końcu do zaniechania wydawnictwa.
W latach 1954–1967 w Monachium wznowiono „Simplicissimusa” pod redakcją Olafa Iversena. Kolejne wznowienia 1981–1982 i 1997 zakończyły się niepowodzeniem.

## Digitalizacja
Biblioteka Księżnej Anny Amalii w Weimarze dokonała cyfrowego przetworzenia wszystkich numerów z lat 1896–1944 i udostępnienia pod http://www.simplicissimus.com wraz ze skorowidzami.